# Засједа близу Цазина
Засједа близу Цазина је био напад од стране НОЗБ, када су преко територија РСК упали у територију коју је контролисала АРБиХ и успјешно извршили напад. Заузели су добар део дуж границе Цазинске Крајине и Српске Крајине, напредују јужно од Велике Кладуше, али АРБиХ зауставља даље ширење на сјеверној страни.

## Ток битке
Абдићеве снаге поново преузимају иницијативу када су борбе настављене 4. децембра, војска је добила дозволу од крајишке српске војске дозволу да прелазе преко њихове територије.
Народна одбрана западне Босне пролази кроз РСК и са западне стране напада Бихаћку енклаву близу Личког Петровог Села. Напредујући из овог неочекиваног правца, релативно мали број војника АПЗБ 1.000-1.500 успео је да стекне значајно упориште у западној енклави Бихаћ, заузимајући Тржац и напредујући чак 10 км од Цазина. У исто време Абдићеве снаге на северу успеле су да заузму Јоховицу и Скокови, два насеља код којих су били жестоки сукоби, а налазили су се неколико километара јужно од Велике Кладише. Новоименовани командант Бихаћке области Атиф Дудаковић, АРБиХ, реаговао је брзо, ангажујући снаге које су се скидале са својих јужних потеза, он је обуставио даље напредовање Абдића 8. децембра. Али ипак АРБиХ није успјела да узврати контранапад, није успјела да врати те територије које је АПЗБ заузела и тиме да заштити позицију Цазина од потенцијалних напада.